# Полунин, Павел Евгеньевич
Па́вел Евге́ньевич Полу́нин (при рождении Па́вел Влади́мирович Бори́скин) (19 января 1953 — 30 марта 2021) — советский актёр, исполнивший в детстве несколько киноролей, самой известной из которых стала роль Ванюшки в фильме Сергея Бондарчука «Судьба человека» по одноимённой повести Михаила Шолохова.

## Биография
Павел Борискин родился в 1953 году в семье актёра Владимира Борискина.  Отец и привёл сына на съёмочную площадку.
Владимир Борискин был человеком вспыльчивым и неуравновешенным, злоупотреблял алкоголем, срывал съёмки и спектакли. Режиссёр Евгений Полунин женился на матери Павлика, когда тому было около девяти лет, и мальчик считал его своим настоящим отцом. Для Полунина Павел остался единственным сыном.
В 17 лет выступал за взрослую команду в первенстве Московской области по футболу. Имел первый разряд по лыжам и второй по акробатике. 
Окончив школу, трижды предпринимал попытки поступить во ВГИК (один раз на актёрский факультет, два раза на режиссёрский), однако безуспешно.
Полунин поступил на деревообрабатывающий комбинат учеником слесаря. В дальнейшем сменил несколько профессий: работал в обкоме комсомола, в бюро молодёжного туризма, занимался бизнесом (торговал автозапчастями), работал инженером. С середины 2000-х годов работал в Москве водителем такси. С апреля 2010 года работал в компании Volkswagen Group Rus. водителем.
Самой известной и значительной ролью Павла Полунина в кино осталась одна из главных ролей в фильме Сергея Бондарчука «Судьба человека» (1959) по одноимённой повести Михаила Шолохова — роль беспризорного сироты Ванюшки, ставшего Соколову (герой Сергея Бондарчука) приёмным сыном. Снимался в кино Павел недолго, до 10-11 лет, потом приглашать перестали.
Был трижды женат, однако поддерживал отношения только с последней семьёй. Двух дочерей своей последней жены считал своими. Жил в Железнодорожном.

## Роль Ванюшки
Подбирая актёров для своей первой картины, Сергей Бондарчук отсмотрел сто претендентов на роль Ванюшки, но так и не смог определиться с выбором исполнителя. Владимир Борискин посоветовал ему посмотреть своего сына, и Бондарчуку Павлик понравился. Но окончательно его утвердил сам Михаил Шолохов. Во время съёмок Павлику было шесть лет, он ещё не умел читать, и роль ему приходилось заучивать на слух.
В процессе съёмок между родителями Павлика произошёл разрыв, и на площадке с ним была только мать. 
В 2004 году к 45-летию выхода фильма на экраны Павел Полунин связался с Фёдором Бондарчуком, предложив организовать юбилейные мероприятия, однако его это не заинтересовало.
В мае 2009 года, в год 50-летия выхода картины на экран, Павел Полунин принял участие в ежегодном фестивале «Шолоховская весна» в станице Вёшенская.
Умер 30 марта 2021 года. Похоронен на Дятловском кладбище города Балашиха Московской области .

## Фильмография
| Год  |     | Название                              | Роль                                             |
| ---- | --- | ------------------------------------- | ------------------------------------------------ |
| 1959 | ф   | Аннушка                               | Саша                                             |
| 1959 | ф   | Заре навстречу                        | Тимка                                            |
| 1959 | ф   | Судьба человека                       | Ванюшка (озвучивание — Маргарита Корабельникова) |
| 1960 | ф   | Первое свидание                       | Шурик Смуров                                     |
| 1962 | кор | Звёздочка (новелла «Киевская соната») | Феликс                                           |
| 1965 | ф   | Друзья и годы                         | Андрюша, сын Лялина                              |
| 1965 | кор | Завтраки сорок третьего года          | Пётр (в детстве)                                 |
| 1966 | ф   | Путешествие (киноальманах)            | Имя персонажа не указано                         |